# Nick Valensi
Nick Valensi (Nueva York; 16 de enero de 1981) es un músico y compositor estadounidense judío y de ascendencia francesa y tunecina, mayormente es conocido por ser el guitarrista en la banda estadounidense de garage rock The Strokes. Tiene dos hermanas, una menor, Celine (que hace un cameo en el vídeo de "Juicebox") y una mayor, Alessandra. En 2013 él fundó la banda CRX.
Está casado con Amanda De Cadenet, una fotógrafa y actriz británica famosa por actuar en Four Rooms y en otras producciones.
Como curiosidad, el resto de la banda lo apoda El Pájaro ("The Bird"), a lo que el guitarrista comentó: "No me gusta el apodo, pero insisten en que me parezco a Abelardo, de Plaza Sésamo". Además de esto Valensi es ampliamente considerado por los fanes por ser el miembro más agradable de la banda, caracterizado por ser muy respetuoso y tratando de siempre mantener conversaciones formales con ellos. También los fanes han resaltado su imponente altura, siendo el Stroke más alto con 1.93m.

## Biografía
Nacido en Nueva York, de pequeño sus padres le regalaron su primera guitarra acústica con tan solo cinco años, y su primera eléctrica cuando tenía ocho. Su padre, quien murió cuando tenía 10 años, lo describía como un guitarrista natural. Desarrolló sus habilidades hasta tal punto que a la edad de 11 años, ya había llegado a dominar canciones tan avanzadas como "Johnny B. Goode" de Chuck Berry. Finalmente, a los 13 años se sintió ya lo suficientemente conforme con sus habilidades como para dejar de tomar lecciones.  
La muerte de su padre resultó un duro golpe para él, que según admitió en una entrevista lo hizo estar emocionalmente "apagado" durante mucho tiempo. Además, debido al trauma por la prematura muerte de su padre, durante los primeros años de su adolescencia Valensi desarrolló un comportamiento severamente problemático, consumiendo grandes cantidades de marihuana, bebiendo alcohol e incluso siendo detenido por atracar a un joven, lo que lo llevó a tener problemas legales. Valensi se arrepiente de este período en su vida: "Era una locura que un niño hiciese eso (...) Fue horrible (...) Fue realmente malo".
Acudió a escuelas públicas, excepto un año, durante el cual estuvo en el Dwight School de Manhattan. Allí conocería a Fabrizio Moretti y Julian Casablancas, batería y compositor, respectivamente, de The Strokes. Se graduó en el NYC Lab School, y después asistió a la Hunter College of The City University of New York, con su compañero en The Strokes, Nikolai Fraiture, pero finalmente dejó los estudios para ser músico. Antes de que adquirieran notoriedad como banda, trabajó como camarero a tiempo parcial en varios restaurantes exclusivos de Manhattan. Durante los primeros años de The Strokes residió en el barrio neoyorquino de Lower East Side, lugar de formación de la banda así como su primer foco de éxito y ha citado a sus influencias como The Velvet Underground, The Cars, George Harrison, Slash, Bob Marley, Blondie y Jimi Hendrix.

## Equipo musical

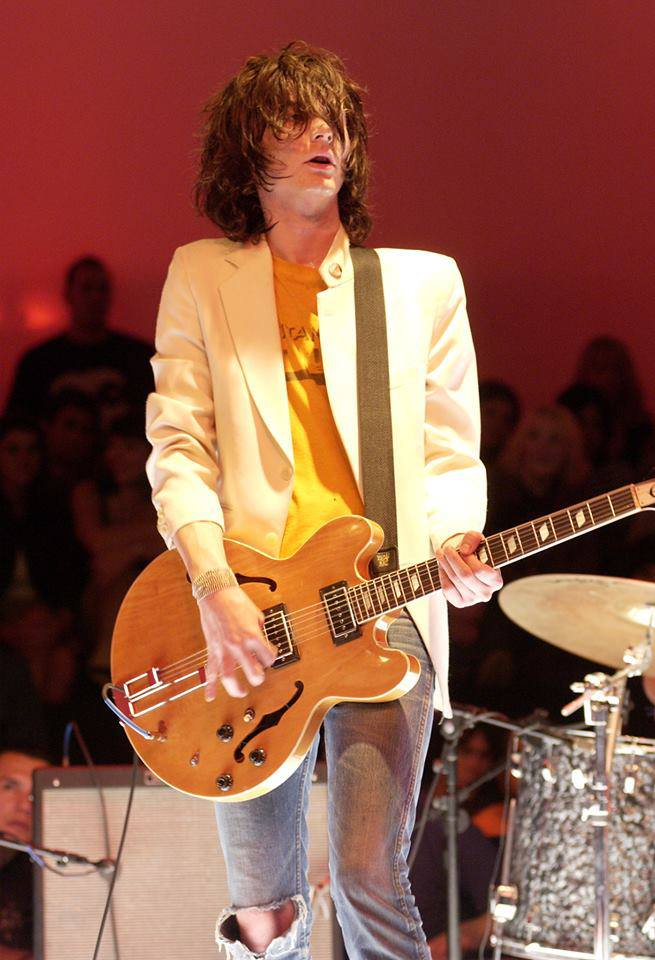
Nick Valensi en MTV $2 Bill (2002)

### Guitarras
La guitarra principal de Valensi, la cual también usa para cada show en vivo y la gran mayoría de canciones grabadas, es una Epiphone Riviera 1995 modificada con pastillas P-94 Gibson, a la que llamó, en una entrevista en vivo, "la mejor guitarra jamás hecha". La guitarra no era originalmente de Valensi, sino que fue comprada de segunda mano por su compañero en The Strokes Albert Hammond, Jr. en 1999 junto con la guitarra Fender Stratocaster de éste y luego se le fue regalada. Valensi siempre ha sentido un especial vínculo con la guitarra: "Es gracioso, la guitarra sólo costó 300$. Hay gente que se gasta decenas de miles de dólares en guitarras, y la mía es una de 300$ que no tiene ningún valor. Si trataras de ir y venderla en una tienda de empeños, no vale nada. Pero para mí, no tiene precio." La guitarra fue extraviada a principios de 2016, por lo que la banda ofreció una recompensa inicial de 1000$, que luego fue ascendida a 5000$. Afortunadamente, la guitarra fue recuperada, pero se encontraba en un estado lamentable, con óxido y sin cuerdas, según comunicó su esposa Amanda por Instagram por lo que requirió reparaciones para continuar con su uso. El guitarrista neoyorquino posee varios modelos en diferentes colores de Rivieras como reemplazo (todos con P-94s), incluyendo una en vintage sunburst, una en rojo, y una de 12 cuerdas en rojo utilizada exclusivamente para la canción "Electricityscape" en vivo, aunque estos son rara vez utilizados. En el 2005, Epiphone publicó un modelo de esta particular guitarra: la Elitist Nick Valensi Riviera P-94, de fabricación japonesa, y una versión de gama media coreana, aunque la guitarra se encuentra actualmente fuera de producción. Valensi ulilizó su modelo signature en la gira de First Impressions of Earth, pero desde entonces solo conserva un par de ejemplares en estuches en su casa y utiliza única y exclusivamente el modelo original.
Aparte de la Riviera, Valensi a menudo utiliza una guitarra 1960 Les Paul Special Single VOS, una Les Paul Special, una Gibson Les Paul Custom negra y especialmente durante la gira de Angles una Les Paul Standard Vintage Sunburst. Sus adiciones más recientes son una Fender Telecaster Custom (visible en el video de "Under Cover of Darkness"), una Gibson ES-335 modificada con pastillas P-94 y con un trémolo Bigsby integrado, y una Rivolta Combinata Standard; estas han sido principalmente utilizadas en su proyecto en paralelo CRX, aunque también han sido esporádicamente vistas en actuaciones de The Strokes.

### Amplificadores
El amplificador principal de Valensi es un 2x12" Fender Hot Rod DeVille, usado con una pantalla DeVille de apoyo o en tándem con otro. También ha utilizado una pantalla Fender 4x12" durante espectáculos en vivo de apoyo al DeVille. De igual manera, durante la gira de Angles especialmente, Valensi usó un cabezal Fender Supersonic acompañado de pantallas Fender. También ha usado otra clase de combos, como un Carr Slant 6V. 

### Pedales de efectos
Durante los años Valensi ha utilizado varios pedales de efectos:  
- Visual Sound Jekyll & Hyde V1
- Deméter Tremulator
- BOSS TR-2
- Visual Sound Double Trouble Dual Overdrive
- Vox Cooltron Bulldog
- MXR Micro Amp (del cual utiliza dos ejemplares a la vez)
- Boss TU-2 Chromatic Tuner
- Korg Pitchblack Chromatic Pedal Tuner
- Electro Harmonix Deluxe Memory Man
- Fulltone GT-500 Rojo
- Timeline Strymon
- Klon Centaur (en sustitución al Jekyll & Hyde, también utiliza dos ejemplares, al principio uno original y un KTR pero en la gira del 2019 se le vio usar 2 originales)
- JHS Colour Box (también para sustituir al Jekyll & Hyde)

## Vida personal
En la primavera del 2006 Nick contrajo matrimonio con Amanda de Cadenet, tras mantener un noviazgo desde 2002. Esta publicó un libro de fotografías titulado, "Aves Raras" en 2005, con muchas fotos del guitarrista.
Sus gemelos, Silvan y Ella, nacieron el 19 de octubre de 2006. Valensi tiene una hijastra, Atlanta, de parte del primer matrimonio de Cadenet. Actualmente residen en Los Ángeles, y Valensi ha declarado que a pesar de ser "neoyorquino de corazón" todo lo demás de él es "puro LA".